# Conus floridulus
Conus floridulus е вид охлюв от семейство Conidae. Видът не е застрашен от изчезване.

## Разпространение и местообитание
Разпространен е в Австралия (Куинсланд и Северна територия), Британска индоокеанска територия, Бруней, Вануату, Виетнам, Източен Тимор, Индонезия, Камбоджа, Китай (Гуандун, Гуанси, Джъдзян, Фудзиен и Хайнан), Кокосови острови, Мавриций, Малайзия, Малдиви, Нова Каледония, Остров Рождество, Палау, Папуа Нова Гвинея, Провинции в КНР, Реюнион, Сейшели, Сингапур, Соломонови острови, Тайван, Тайланд, Филипини, Южна Африка (Квазулу-Натал) и Япония (Кюшу и Шикоку).
Обитава пясъчните дъна на океани, морета и рифове. Среща се на дълбочина от 37,5 до 81 m, при температура на водата от 22,6 до 27 °C и соленост 34,4 – 35,7 ‰.